# Saint-Pierre-d’Amilly
Saint-Pierre-d’Amilly település Franciaországban, Charente-Maritime megyében. Lakosainak száma 564 fő (2022. január 1.). Saint-Pierre-d’Amilly Benon, Cram-Chaban, Saint-Georges-du-Bois, Saint-Saturnin-du-Bois és Mauzé-sur-le-Mignon községekkel határos.

## Népesség
A település népessége az elmúlt években az alábbi módon változott:
| Lakosok száma | 414  | 390  | 409  | 428  | 517  | 537  | 529  | 535  | 550  | 564  |
|               | 1968 | 1982 | 1990 | 2006 | 2013 | 2015 | 2017 | 2019 | 2020 | 2022 |